# Giacomo Robustelli
Giacomo Robustelli (Grosotto, circa 1583 – Domaso, 1646) fu il leader della fazione filo-spagnola in Valtellina durante il periodo della guerra di Valtellina e dei cosiddetti Torbidi grigionesi, tra il 1618 e il 1639.
Robustelli proveniva da una famiglia aristocratica valtellinese originaria di Grosotto, appartenente alla nobiltà di toga e con vasti possedimenti terrieri. La Valtellina era caduta dal 1512 sotto il controllo della Repubblica delle Tre Leghe. Dopo aver compiuto studi in diritto e lettere presso università italiane entrò a servizio del duca Carlo Emanuele I di Savoia, arruolandosi come mercenario nel suo esercito. Ritornato in Valtellina sposò una nipote di Rudolf von Planta, capo della fazione cattolica e filo-asburgica nelle Tre Leghe, assurgendo a leader di tale schieramento nella Valtellina. Venne punito per le sue posizioni ostili alla Confederazione dal tribunale penale di Thusis, che lo condannò nel 1618 al pagamento di un'ammenda di 3000 ducati e all'esilio.
Robustelli divenne noto al di fuori dei confini della Confederazione per aver capeggiato il Sacro macello, ovvero il massacro della popolazione protestante valtellinese tra il 18 e il 19 luglio 1620, che costò la vita a circa 600 persone. Dopo tale evento egli divenne di fatto arbitro della regione, governandola assieme ad altre famiglie nobili cattoliche durante l'occupazione congiunta ispano-pontificia, fino all'invasione francese del 1624. Ritornò in Valtellina dopo la stipula della pace di Monzón e il passaggio della regione sotto il controllo papale nel 1627, ottenendo l'incarico di governatore che mantenne fino al 1630.
In seguito alla riconquista della Valtellina da parte delle forze congiunte delle Tre Leghe e della Francia nel 1635, Robustelli fuggì nel Ducato di Milano, stabilendosi a Domaso. Trascorse gli ultimi anni cercando di opporsi invano alla pace tra le Tre Leghe e la Spagna, che venne infine stipulata nel 1639 (Capitolato di Milano). Carlo Emanuele gli conferì l'onorificenza di cavaliere dell'Ordine dei Santi Maurizio e Lazzaro nel 1638.

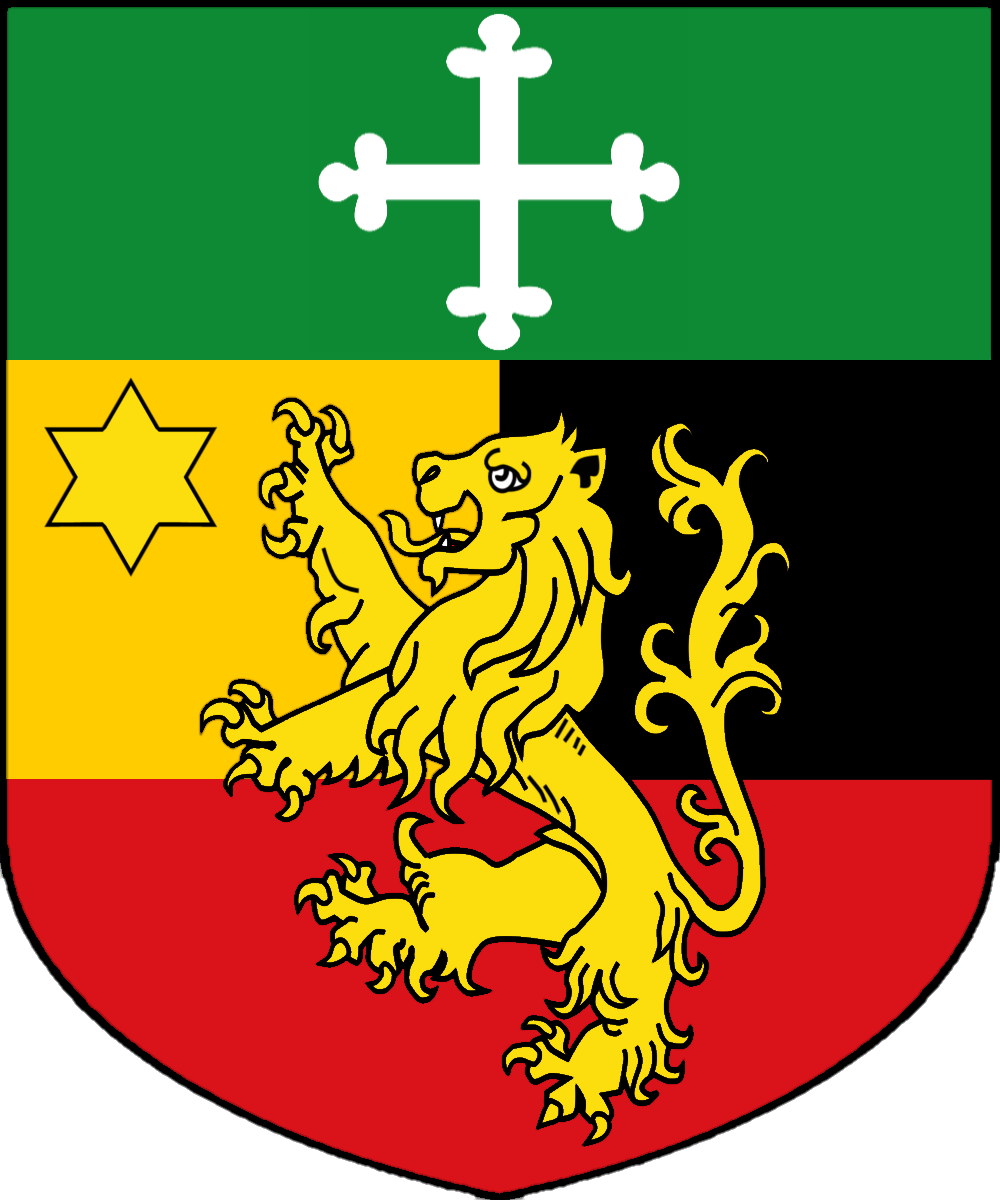
Stemma araldico del cavalier Giacomo Robustelli, insignito dell'Ordine dei Santi Maurizio e Lazzaro